# شکارچی پرنده
شکارچی پرنده (به انگلیسی: The Birdcatcher) فیلمی است در ژانر درام، تاریخی و هیجانی و محصول مشترک بریتانیا و نروژ در سال ۲۰۱۹ میلادی. فیلم را راس کلارک کارگردانی کرده و تروند مورتن کریستنسن نگاشته است. ساره صوفی بوسنینا، آرتور هاکالاتی و یاکوب سیدرگرین در این فیلم به ایفای نقش پرداخته‌اند.

## داستان
در خلال اشغال نروژ به دست آلمان نازی، خانواده یک دختر یهودی به نام استر کشته می‌شوند، ولی استر می‌تواند از مهلکه بگریزد. او به مزرعه‌ای که صاحبش با نازی‌ها نزدیک است پناه می‌برد. سپس با کمک پسر فلج خانواده مزرعه‌دار و بعداً مادرش خود را پسری جا می‌زند که خانواده‌اش در بمباران انگلیسی‌ها کشته شده‌اند. سرانجام پس از اتفاقاتی و افشای هویت و جنسیت واقعی‌اش، او به سوئد می‌گریزد و پس از پایان جنگ به نروژ بازمی‌گردد و کسب و کار پیشین پدرش را پی می‌گیرد و به زن مزرعه‌دار که اکنون به واسطه نزدیکی با آلمان‌ها مورد تحقیر است با محبت رفتار می‌کند.